# Fucsou (Csianghszi)
Fucsou (egyszerűsített kínai írással: 抚州市, pinjin: Fǔzhōu Shì) prefektúra szintű város Kínában, Csianghszi tartományban. Lakosainak száma 3 614 866 fő (2020).

## Népesség
| 2018 | 4 047 200 |
| 2020 | 3 614 866 |